# Casey Stoner
Casey Stoner, avstralski motociklistični dirkač, * 16. oktober 1985, Southport, Avstralija.
Stoner je v sezoni 2007 razmeroma nepričakovano osvojil naslov svetovnega prvaka v svoji drugi sezoni v elitnem razredu MotoGP z desetimi zmagami in še štirimi uvrstitvami na stopničke na osemnajstih prvenstvenih dirkah. V sezoni 2008 je s šestimi zmagami osvojil drugo mesto v prvenstvu, v sezoni 2009 pa je bil s štirimi zmagami tretji v prvenstvu. V sezoni 2011 je ponovno postal najboljši v razredu MotoGP. Po koncu zadnje dirke sezone 2012, ki je potekala v Valenciji se je upokojil. 16. februarja 2012 je postal očka male Alessandre Marie.